# نادي دبرتسني
نادي ديبريتسيني الرياضي (بالإنجليزية: Debreceni Vasutas Sport Club)‏ نادي كرة قدم مجري يلعب في دوري الدرجة الممتازة. تم تأسيس النادي في سنة 1902 .